# Röhrenprojektor

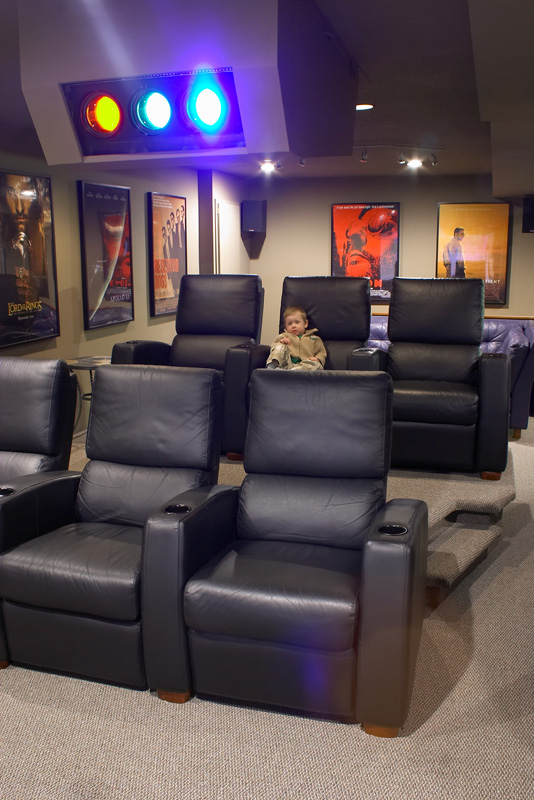
Ein Zenith 1200 Röhrenprojektor in einem Heimkino

Ein Röhrenprojektor ist ein Projektor zur Wiedergabe von Video- und Computersignalen.

## Technik
Im Gegensatz zu digitalen Projektoren wie LCD-Projektor oder DLP-Projektor benutzt ein Röhrenprojektor keine Glüh- oder Metalldampflampe zur Lichterzeugung, sondern wirft das von drei Elektronenstrahlröhren erzeugte Licht mittels sehr lichtstarker Optiken direkt auf eine Leinwand bzw. bei Rückprojektionsbildschirm über einen Spiegel und eine Fresnellinse auf eine Mattscheibe. Im Prinzip besteht ein Röhrenprojektor damit aus drei zusammengeschalteten, jeweils einfarbigen Fernsehern, deren Bilder deckungsgleich auf eine gemeinsame Leinwand projiziert werden.
Vorteile von Röhrenprojektoren sind die natürliche Farbwiedergabe, idealer Schwarzwert, die lange Lebensdauer bei Videobetrieb und extrem hoher Kontrast. Aufgrund des Wegfalls einer Bildschirmmaske, wie sie bei normalen Röhrenfarbfernsehern zu finden ist, entfällt auch die dort und bei LCD- sowie Plasma-Fernsehern festzustellende Rasterung, was eine problemlose Skalierung aller Fernsehnormen inkl. PAL, NTSC und HDTV (letzteres nur Multiscangeräte, Horizontalfrequenz höher 15,75 kHz) gestattet und ein Bild ohne Fliegengitterstruktur ergibt. Jedoch sollten die Geräte im sogenannten Sweet Spot betrieben werden, ein Bereich, in dem sie sehr helle Bilder liefern und zugleich noch die geforderte Auflösung scharf abbilden können. Auflösungen bis 1920 × 1080 Pixel sind keine Seltenheit, jedoch handelt es sich dabei lediglich um eine adressierbare Auflösung, nicht um die optische. Die optische Auflösung ist von vielen Faktoren abhängig, ein korrekt eingestelltes Gerät vorausgesetzt, die wichtigsten hier: technische Realisierung des elektrischen Fokus des Elektronenstrahls elektrostatisch oder besser elektromagnetisch, die aktive Röhrengröße, sprich genutzte Bildfläche auf der Röhre, die Phosphormischung und die Qualität der Objektive.
Eine direkte Ansteuerung hochauflösender Multiscangeräte ist jedoch nicht ohne Weiteres möglich, da es zu mehr oder weniger sichtbarer Zeilenstruktur der jeweiligen Videonorm kommt. Es werden Scaler, früher Linedoubler oder Quadrupler, benötigt, die möglichst ein ganzzahlig Vielfaches der Zeilenanzahl interpolieren.
Die Lebensdauer der Röhren ist mit bis zu 30.000 Stunden im Videobetrieb wesentlich höher als die der Lampen in anderen Projektortypen.
Als positiv wie auch negativ zu werten ist das sehr kurze, fixe Verhältnis des Abstands zur Projektionsfläche zur Bildbreite; eine Bildbreite von 2 Metern ist je nach Objektiv schon bei 2,2 Meter Abstand ohne perspektivische Verzerrung zu bewerkstelligen.
Wie erwähnt gibt es keine Zoomfunktionalität. Ansonsten müsste die aufwendig einzustellende Konvergenz (der drei Elektronenstrahlröhren) immer wieder nachjustiert werden.
Eine kurze Distanz von Sitzplatz zur Leinwand lässt sich so eigentlich nur durch eine Deckenmontage des Gerätes realisieren.
Nachteile sind hohes Gewicht (ab 35 kg), hoher Preis (NP ab 10.000 €), aufwendige Installation (fester Einbau ist notwendig, und um die drei Bilder mittels Testbildern durch diverse analoge oder digitale Regler deckungsgleich zu bekommen, siehe Konvergenz), sowie die geringe absolute Helligkeit, wodurch die Geräte nur in relativ dunkler Umgebung für Desktopbetrieb (Präsentation) brauchbar sind. Letzteres wird jedoch bei Videobetrieb nicht zum Tragen kommen, bedingt durch die hohe Peakhelligkeit (Kontrastverhältnis!) sowie den geringen Weißanteil im Videobetrieb (Film). Zum Verständnis, die Auswirkung der Peakhelligkeit beim Röhrenprojektor: Eine 10 cm² große Weißfläche auf der Leinwand wird viel heller beleuchtet als eine über die ganze Leinwandfläche verteilte Weißfläche, je nach Gerät wird das Bild so im Videobetrieb dadurch meistens sogar heller erscheinen als bei einer gleichwertigen Digitalprojektion.
Die Röhren sind auch ebenso wie andere Bildröhren empfindlich gegen Einbrand, weshalb möglichst keine Standbilder über längere Zeiträume angezeigt werden sollten.
Röhrenprojektoren werden heute nur noch von wenigen Herstellern (Barco, Runco, VDC) hergestellt. Wegen des hohen Preises und der für Videobetrieb nahezu idealen Eigenschaften existiert aber ein sehr aktiver Markt von Gebrauchtgeräten.